# Navidades (álbum)
Navidades es el decimoséptimo álbum de estudio del cantante mexicano Luis Miguel, lanzado al mercado por Warner Music Group Latina el 14 de noviembre de 2006.  El álbum navideño lanzado por el cantante y culminó en la posición # 51 en el Billboard 200 Chart. Dos sencillos individuales fueron lanzados: "Mi humilde oración" y "Santa Claus llegó a la ciudad". El álbum fue producido por el cantante, junto con Juan Carlos Calderón quién hizo adaptaciones en español de clásicos villancicos estadounidenses.

## Lista de canciones
1. Santa Claus llegó a la ciudad (Santa Claus Is Coming to Town) (Fred Coots / Haven Gillespie - Adaptación a español: Juan Carlos Calderón) - 1:56
2. Te deseo muy felices fiestas (Have Yourself a Merry Little Christmas) (Ralph Blane / Hugh Martin - Adaptación a español: Juan Carlos Calderón) - 4:16
3. Frente a la chimenea (Rudolph the Red-Nosed Reindeer) (Johnny Marks - Adaptación a español: Edgar Cortazar) - 1:55
4. Blanca Navidad (White Christmas) (Irving Berlin - Adaptación a español: Juan Carlos Calderón) - 3:30
5. Navidad, Navidad (Jingle Bells) (James Lord Pierpont - Adaptación a español: Juan Carlos Calderón) - 2:34
6. Estaré en mi casa esta Navidad (I'll Be Home for Christmas) (Buck Ram / Kim Gannon / Walter Kent - Adaptación a español: Juan Carlos Calderón) - 2:48
7. Mi humilde oración (My Grown Up Christmas List) (David Foster / Linda Thompson  - Adaptación a español: Juan Carlos Calderón) - 3:18
8. Va a nevar (Let It Snow) (Jule Styne / Sammy Cahn - Adaptación a español: Edgar Cortazar) - 1:52
9. Sonríe (Smile) (Charles Chaplin / Jule Styne / Sammy Cahn - Adaptación a español : Roberto Livi) - 3:07
10. Llegó la Navidad (Winter Wonderland) (Felix Bernard / Dick Smith - Adaptación a español: Edgar Cortazar) - 2:06
11. Noche de paz (Silent Night) (Joseph Mohr - Adaptación a español: Juan Carlos Calderón) - 3:41

## Créditos del álbum
- Producido por: Luis Miguel
- Productor ejecutivo: Alejandro Asensi
- Arreglos y dirección musical: Juan Carlos Calderón
- Coproducción musical: Francisco Loyo
- Ingenieros de grabación: Rafa Sardina y Allen Sides
- Ingenieros de mezcla: David Reitzas y Rafa Sardina
- Coordinación de producción: Shari Sutcliffe
- Estudios de grabación: Ocean Way Recording Studios, Hollywood, CA., Right Track Recording, Nueva York, N.Y.
- Mezclado en: Chalice Studios, Hollywood, CA.
- Asistentes de grabación: Wesley Seidman, Chris Jennings y Lizette Rangel
- Asistentes de mezcla: Matty Green y Alan Mason
- Masterizado en: Capitol Mastering, Hollywood, CA.
- Ingeniero de masterización: Ron McMaster
- Fotografías: Alberto Tolot
- Diseño gráfico: Jeri Heiden y Jennifer Pyle para SMOG Design

## Créditos por pista
- Santa claus llegó a la ciudad

Dirección de orquesta: Brian Byrne - Piano: Francisco Loyo - Bajo: Nathan East - Batería: Vinnie Colaiuta - Guitarra: George Doering - Percusión: Thomas Aros - Saxófonos: Robert Carr, Keith Fiddmont, Brandon Fields, Robert Lockart y Thomas Peterson - Trompetas: Bijon Watson, Gilberto Castellanos, Charles Davis y Ronald King - Trombones: George Bohanan, Richard Bullock, Ronald King & Ira Nepus
- Te deseo muy felices fiestas

Piano eléctrico: Robbie Buchanan - Bajo: Abraham Laboriel - Batería: John Robinson - Guitarras: George Doering y Paul Jackson Jr. - Percusión: Thomas Aros - Dirección de orquesta: Timothy Davis - Dirección/Primer Violín: Bruce Dukov - Violines: Armen Anassian, Charlie Bisharat, Caroline Campbell, Kevin Connolly, Mario DeLeon, Julie Gigante, Alan Grunfeld, Peter Kent, Razdan Kuyumjiam, Natalie Leggett, Phillip Levy, Liane Mautner, Horia Moroaica, Sid Page, Alyssa Park, Sara Parkins, Michele Richards, Guillermo Romero, Josefina Vergara, John Wittenberg, Margaret Wooten - Violas: Andrew Duckles, Matthew Funes, Keith Greene, Shawn Mann, Dan Neufeld, Karie Prescott, Harry Shirinian y David Walther - Violoncelos: Larry Corbett, Paula Hochhalter, Dane Little, Steve Richards, Daniel Smith y Rudolph Stein - Flautas: Heather Susan Greenberg, Peter Sheridan, James Walker y Steve Kujala - Oboe: Earle Dumler - Armónica: Tommy Morgan - Corno Francés: James Atkinson, Steven Becknell y Brad Warnaar
- Frente a la chimenea

Dirección de orquesta: Brian Byrne - Piano: Michael Lang - Bajo: Nathan East - Batería: Vinnie Colaiuta - Guitarra: George Doering - Percusión: Thomas Aros - Saxófonos: Robert Carr, Keith Fiddmont, Brandon Fields, Robert Lockart y Thomas Peterson - Flautas: Brandon Fields y Stephen Kujala - Flautín: Stephen Kujala - Trompetas: Bijon Watson, Gilberto Castellanos, Charles Davis y Ronald King - Trombones: George Bohanan, Richard Bullock, Ronald King & Ira Nepus
- Blanca navidad

Piano eléctrico: Robbie Buchanan - Bajo: Abraham Laboriel - Batería: John Robinson - Guitarras: George Doering y Paul Jackson Jr. - Percusión: Thomas Aros - Dirección de orquesta: Timothy Davis - Dirección/Primer Violín: Bruce Dukov - Violines: Armen Anassian, Charlie Bisharat, Caroline Campbell, Kevin Connolly, Mario DeLeon, Julie Gigante, Alan Grunfeld, Peter Kent, Razdan Kuyumjiam, Natalie Leggett, Phillip Levy, Liane Mautner, Horia Moroaica, Sid Page, Alyssa Park, Sara Parkins, Michele Richards, Guillermo Romero, Josefina Vergara, John Wittenberg, Margaret Wooten - Violas: Andrew Duckles, Matthew Funes, Keith Greene, Shawn Mann, Dan Neufeld, Karie Prescott, Harry Shirinian y David Walther - Violoncelos: Larry Corbett, Paula Hochhalter, Dane Little, Steve Richards, Daniel Smith y Rudolph Stein - Flautas: Heather Susan Greenberg, Peter Sheridan, James Walker y Steve Kujala - Oboe: Earle Dumler - Armónica: Tommy Morgan - Corno Francés: James Atkinson, Steven Becknell y Brad Warnaar
- Navidad navidad

Dirección de orquesta: Brian Byrne - Piano: Francisco Loyo - Bajo: Nathan East - Batería: Vinnie Colaiuta - Guitarra: George Doering - Percusión: Thomas Aros - Saxófonos: Robert Carr, Keith Fiddmont, Brandon Fields, Robert Lockart y Thomas Peterson - Flauta y Flautín: Stephen Kujala - Trompetas: Bijon Watson, Gilberto Castellanos, Charles Davis y Ronald King - Trombones: George Bohanan, Richard Bullock, Ronald King & Ira Nepus